# Stéphanie Frappart
Stéphanie Frappart, född 14 december 1983 i Le Plessis-Bouchard, är en fransk fotbollsdomare. Hon blev 2014 den första franska kvinnan att döma en proffsmatch för herrar i Ligue 2 och 2019 den första kvinnan att döma i Ligue 1. Frappart har även dömt finalen vid dam-VM 2019 och Uefa Super Cup 2019. 2020 blev Frappart den första kvinnan att döma en match i Champions League och 2021 blev hon den första kvinnan att döma en VM-kvalmatch för herrar. Hon är den hittills enda kvinnliga domare som dömt en VM-match för herrar.[när?]
Frappart har vunnit IFFHS pris för världens bästa kvinnliga domare tre år i rad (2019–2021).

## Biografi

### Tidig karriär och ständiga framsteg
Frappart spelade som barn fotboll i AS Herblay och började sedan som 13-åring som fotbollsdomare. Som 19-åring började hon döma på amatörnivå. Den 19 oktober 2003 dömde Frappart sin första match i damernas högstadivision Division 1 Féminine, vilket var matchen mellan Hénin-Beaumont och La Roche-sur-Yon. I maj 2011 dömde hon sin första final, Franska cupen för damer-finalen mellan Montpellier och Saint-Étienne. Under året började hon även döma i  herrarnas tredjedivision Championnat National.
Vid Trophées UNFP du football 2014 blev Frappart utsedd till den bästa kvinnliga domaren. Samma år blev hon den första kvinnan att döma en proffsmatch för herrar i fransk fotboll då hon dömde i Ligue 2. Följande år dömde Frappart vid dam-VM 2015 i Kanada. 2016 dömde hon i damernas turnering vid OS i Rio de Janeiro och 2017 dömde hon vid dam-EM i Nederländerna.
I augusti 2018 dömde Frappart sin första internationella final då hon dömde finalen vid U20-VM för damer mellan Spanien och Japan.

### Domare på högsta nivån
I april 2019 meddelades det att Frappart skulle bli den första kvinnliga domaren i Ligue 1. Hon gjorde sin debut den 28 april 2019 i matchen mellan Amiens och Strasbourg. I juni 2019 meddelade därefter Franska Fotbollsförbundets exekutivkommitté att Frappart skulle döma på en permanent basis i Ligue 1 från och med säsongen 2019/2020. Följande månad dömde hon finalen vid dam-VM 2019 mellan USA och Nederländerna. Därefter blev Frappart utsedd av Uefa att i augusti 2019 döma Uefa Super Cup-matchen mellan Liverpool och Chelsea.
Den 6 september 2020 dömde Frappart Nations League-matchen mellan Malta och Lettland och blev därmed den första kvinnliga domaren i en herrlandskamp i en officiell tävling. Följande månad dömde hon sin första Europa League-match i mötet mellan Leicester City och Zorja Luhansk. Den 2 december 2020 blev Frappart den första kvinnliga domaren i en Champions League-match, då hon dömde mötet mellan Juventus och Dynamo Kiev.
I mars 2021 blev Frappart den första kvinnliga domaren i en VM-kvalmatch för herrar då hon dömde landskampen mellan Nederländerna och Lettland. Följande månad blev hon uttagen som fjärdedomare till EM 2020 för herrar som hölls mellan juni och juli 2021. Det var första gången en kvinna blev uttagen som domare i EM för herrar. Under sommaren 2021 dömde Frappart även i damernas turnering vid OS i Tokyo.

## Priser och utmärkelser
- Världens bästa kvinnliga domare enligt IFFHS: 2019,[28] 2020,[29] 2021[30]
- Riddare av Nationalförtjänstorden (2019)[31]